# Вероніка Баумгартена
Вероніка Баумгартена (лат. Veronica baumgartenii) — багаторічна трав'яна рослина, вид роду вероніка (Veronica) родини подорожникові (Plantaginaceae). Декоративна рослина.

## Морфологічна характеристика
Кореневище тонке, горизонтальне. Стебла висотою 3—10 см, коротко, притиснуто, густо та рівномірно запушені у верхній частині або майже голі, густо облиствені, утворюють дернину.
Листки супротивні, сидячі, нижні яйцеподібні, округлі або довгасті, довжиною 0,5—1,5 см, шириною 3—10 мм, тупуваті, з клиноподібною основою, верхні довгасті або довгастоланцетні, гострі, по краю дрібно- та рідкозубчаті.
Суцвіття майже щитоподібне, з декількох бічних, пазушних, супротивних китиць, довжиною 1,5—4,5 см, з 2—4 квітками. Квітконіжки ниткоподібні, довжиною 7—15 мм. Чашечка 4-роздільна, майже гола, коротша від віночка, довжиною близько 4 мм, з широкими довгастими чашолистками; Віночок синій, удвічі довший від чашечки, з чотирьох нерівних часток — верхньої округлої, двох бічних яйцеподібних та нижньої довгастої.
Плід — коробочка, гола, удвічі довша від чашечки, яйцеподібна або майже округлояйцеподібна, завдовжки близько 6 мм, шириною 4 мм, слабо виїмчаста на верхівці. Насіння плоско-опукле, широко яйцеподібне або округле, діаметром близько 1,25 мм.
Цвіте у липні. Плодоносить у липні — серпні.

## Поширення
Вид поширений у Європі: Болгарії, Румунії, Сербії, Словаччині, в Україні — у високогірних Карпатах: у Закарпатській та Івано-Франківській областях. Росте на скелях та кам'янистих місцинах.